# Мербек
Мербек (нім. Meerbeck) — громада в Німеччині, розташована в землі Нижня Саксонія. Входить до складу району Шаумбург. Складова частина об'єднання громад Нідернверен.
Площа — 13,09 км2. Населення становить 1911 ос. (станом на 31 грудня 2021).